# Rataje nad Sázavou (zámek)
Rataje nad Sázavou jsou hrad přestavěný na zámek ve stejnojmenném městysi v okrese Kutná Hora. Hrad byl postaven ve třináctém století nejspíše Jindřichem z Lipé. V šestnáctém století byl přestavěn na renesanční zámek, který byl barokně upraven okolo roku 1672. Od roku 1966 je chráněn jako kulturní památka. V zámku sídlí Muzeum středního Posázaví.

## Historie
Ratajský hrad založil spolu s městským opevněním a druhým hradem Pirkštejnem nejspíše Jindřich z Lipé v první třetině čtrnáctého století. První písemná zmínka o obou hradech pochází z roku 1346, kdy jsou při dělení majetku pánů z Lipé uvedeny „hrady ratajské“. Rataje poté zprvu patřily Jindřichovi, Pertoltovi a Čeňkovi z Lipé, ale o rok později se jejich jediným majitelem stal zadlužený Čeněk, který je vzápětí zastavil Hynkovi mladšímu z Vlašimi a Jankovi ze Šelmberka. V šedesátých letech čtrnáctého století se majiteli stali páni z Pirkštejna. Prvním z nich byl Jan z Pirkštejna, který pojmenoval ratajský Pirkštejn po starém rodovém sídle Sloupu (německy Bürgstein). Významným příslušníkem jeho rodu byl Hynce Ptáček z Pirkštejna, který v Ratají roku 1444 zemřel.

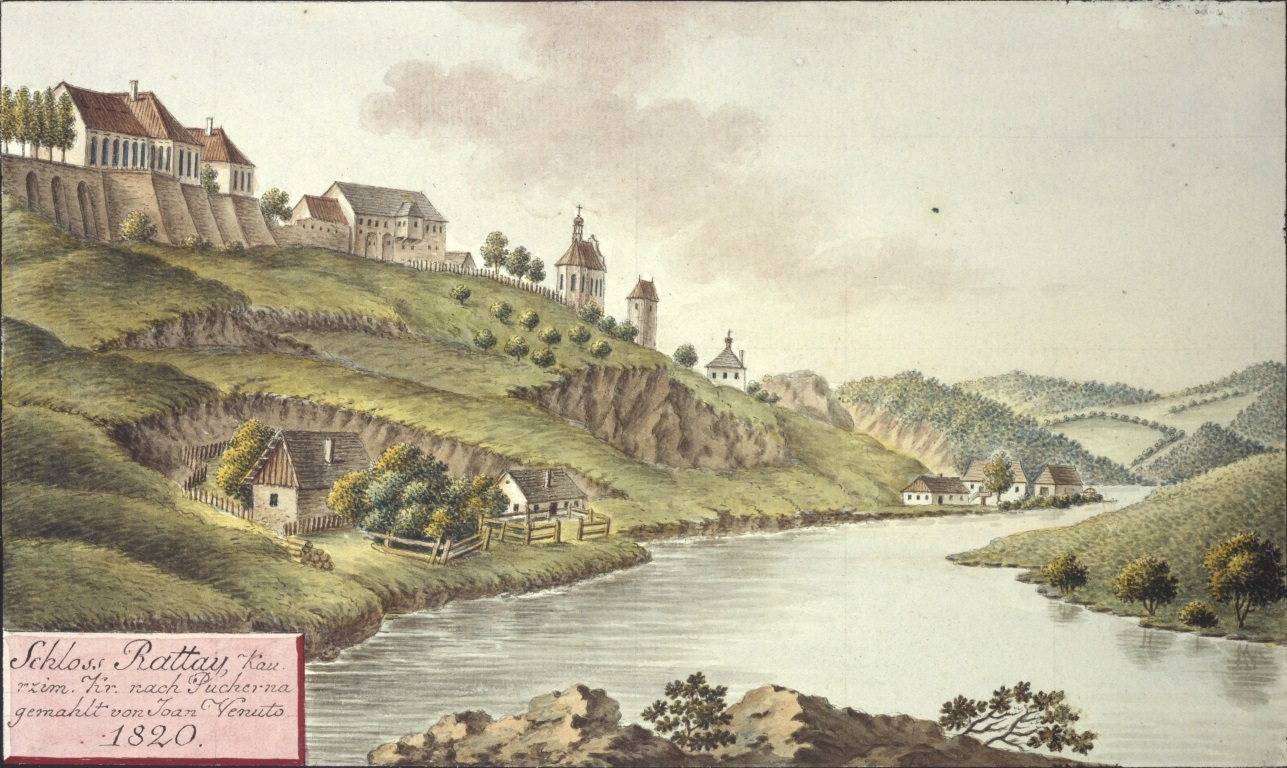
Ratajský hrad na malbě od Jana Venuta z roku 1820

Novým pánem se stal purkrabí Jan Čabelický ze Soutic, který panství spravoval za Hynkovu nezletilou dceru Žofii z Pirkštejna. Za jeho správy ratajský hrad kvůli neopatrnosti služebnictva v roce 1447 vyhořel. Panstvo v té době sídlilo na Pirkštejně. Žofie se v roce 1463 provdala za Viktorína z Poděbrad, který tak věnem získal hrady Rataje, Pirkštejn, Polnou, Přibyslav a Ronov. Roku 1469 byl Viktorín zajat uherským vojskem, a svobodu získal až když města Kolín a Rataje přenechal králi Matyáši Korvínovi. Roku 1475 byl ratajským pánem Čeněk Kuna z Kunštátu, který vlastnil také nedaleký Český Šternberk. Viktorín později panství získal zpět a v roce 1487 je prodal Bohuslavovi ze Švamberka a ze Zvíkova za tři tisíce kop grošů. Jeho potomkům patřilo až do roku 1524, kdy je směnil s Václav Robmhápem ze Suché za některé jeho jihočeské statky.
V roce 1528 Rataje koupil Ladislav Malešický z Černožic. Příslušníci jeho rodu nechali starý ratajský hrad přestavět na renesanční zámek. Od poslední čtvrtiny sedmnáctého století se majitelé často střídali až do roku 1636, kdy Rataje s mnoha dalšími vesnicemi koupil Bedřich z Talmberka, jehož vnuk František Maxmilián zámek z větší části přestavěl v barokním slohu. Další držitel panství, Jan František Ludvík z Talmberka, prodal v roce 1712 Rataje Václavovi Norbertovi Oktaviánovi Kinskému, po němž panství držel jeho syn Štěpán Vilém. V roce 1764 získala Rataje Marie Terezie Savojská z rodu Lichtenštejnů, v jehož držení zámek zůstal až do roku 1933.

## Stavební podoba

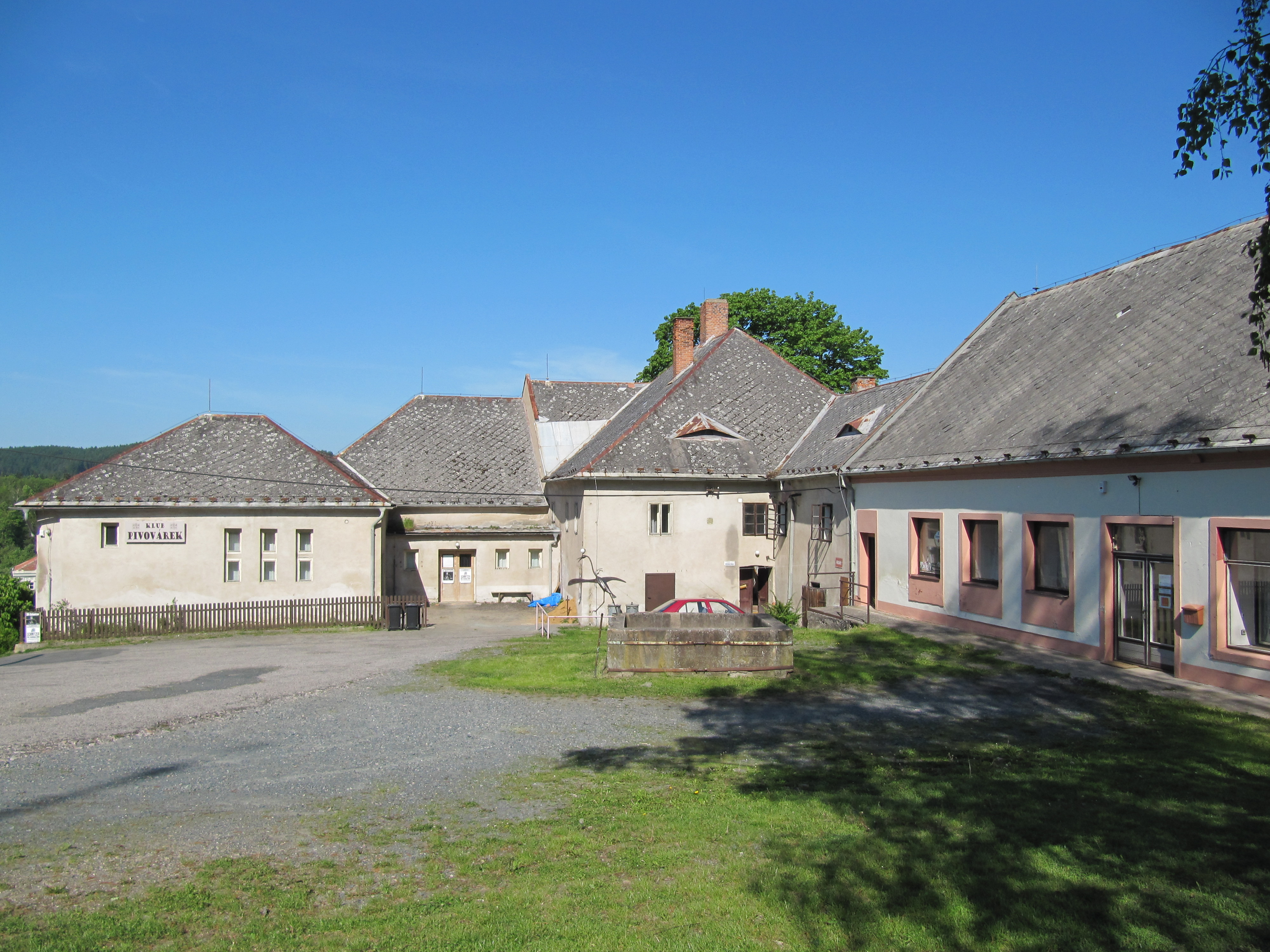
Předhradí

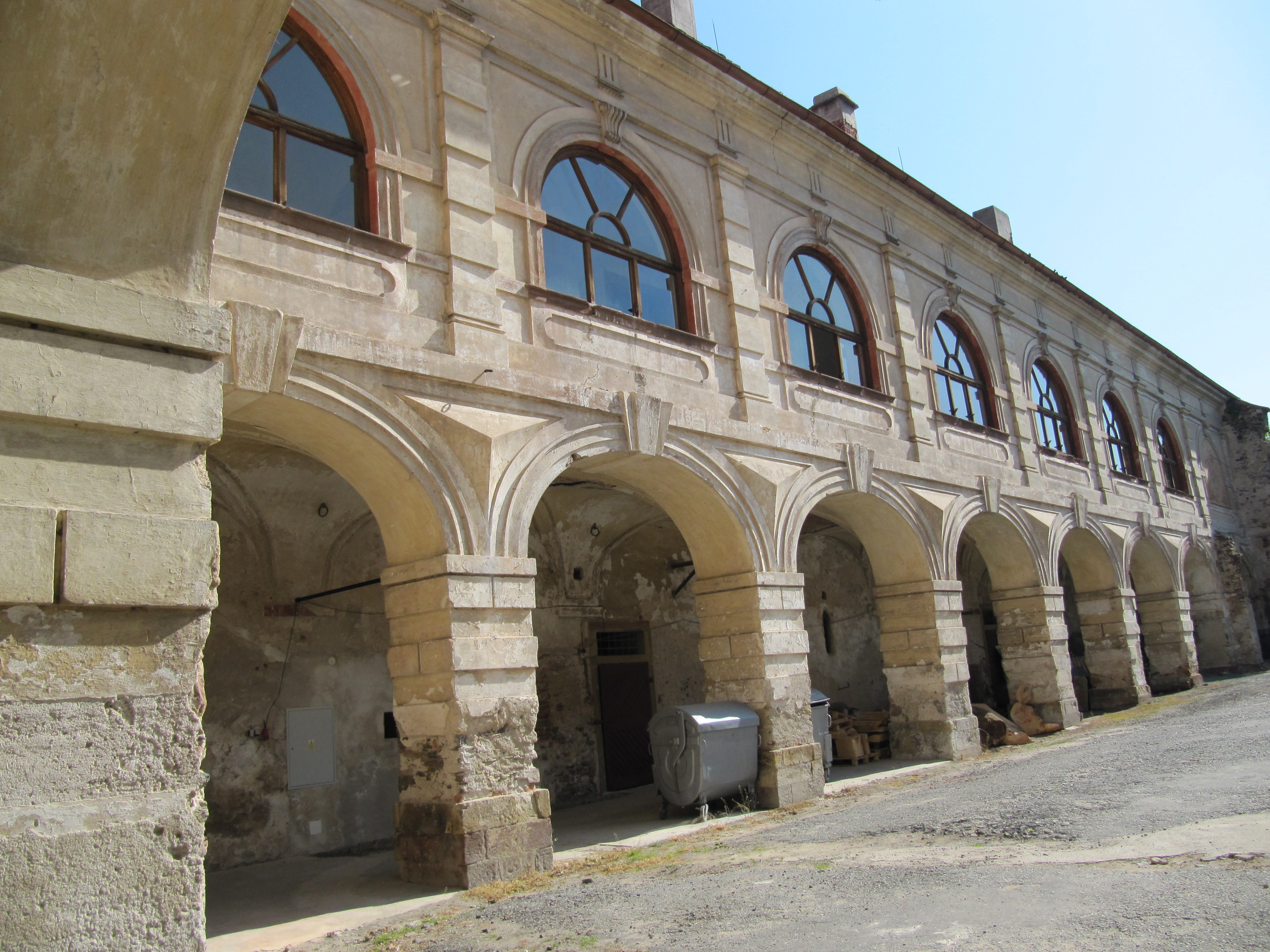
Arkády severního křídla

Původní gotická podoba ratajského hradu je překryta mladšími stavebními úpravami. Měl zřejmě čtverhrannou dvojdílnou dispozici s malým předhradím na straně městečka, ve kterém byly později postaveny renesanční budovy upravené na pivovar. Na východní a západní straně hrad chránily příkopy. Zdivo gotického hradu zůstalo v severním zámeckém křídle, v jehož přízemí se dochovala hrotitá valená klenba a hrotitá okénka.
Stavební dispozice zámku je trojkřídlá. V jižním renesančním křídle se nachází sál zaklenutý neckovou klenbou se štukovými rámy. Křídlo se v přízemí otevírá směrem do dvora sedmi oblouky pilířových arkád, které nesou otevřenou chodbu v prvním patře. Zbývající dvě křídla jsou barokní s arkádami v přízemí a částečně v prvním patře. V pozdější době již jádro zámku nebylo výrazněji přestavováno.